# Macromia taeniolata
Macromia taeniolata là một loài chuồn chuồn ngô thuộc họ Macromiidae. It là một long, slender insect with bright green eyes và a dark brown body with yellow stripes. The sexes are alike. Nó được tìm thấy dọc theo large streams và rivers.

## Hình ảnh

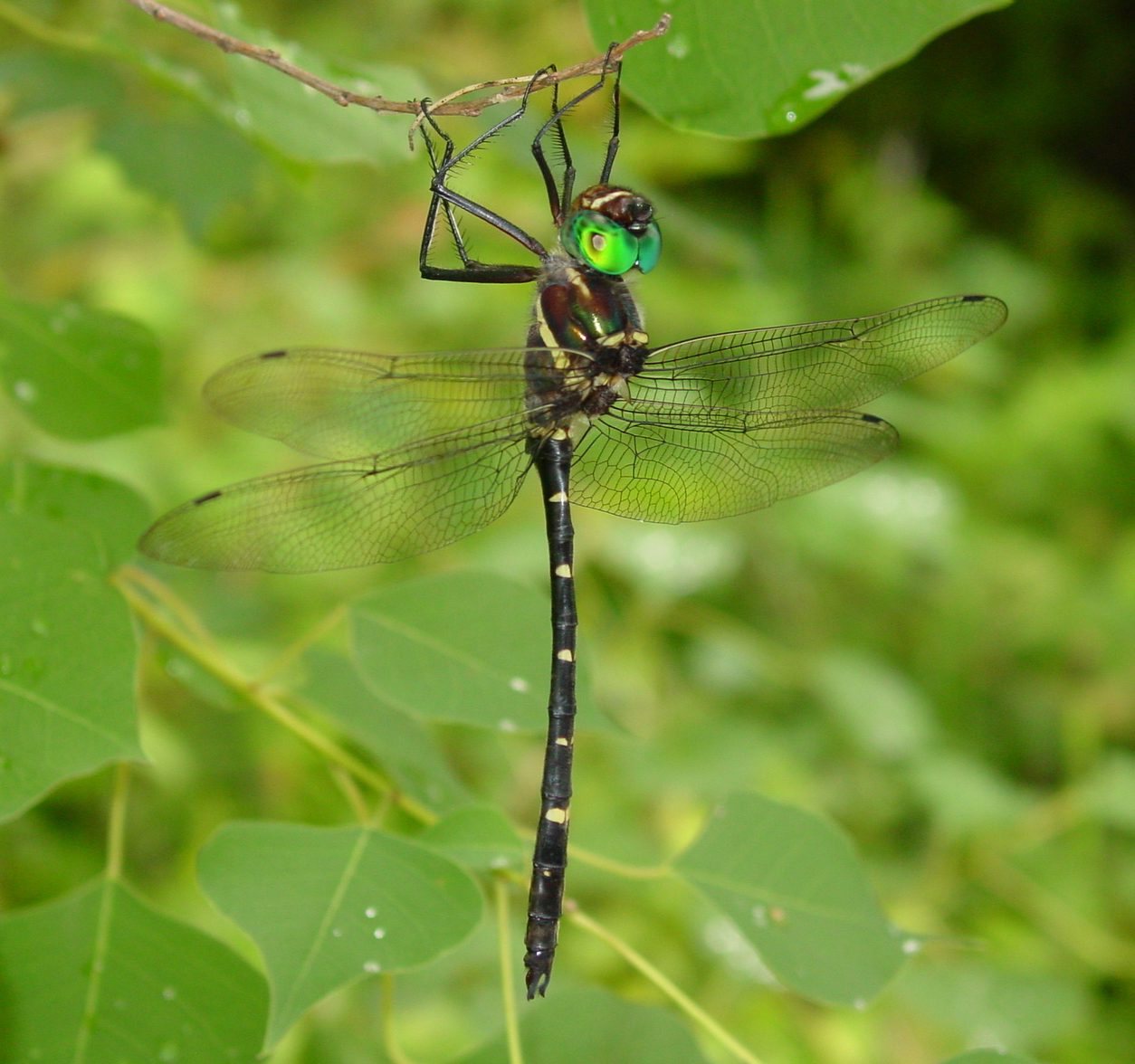